# Lilla Abborrtjärnen (Kila socken, Värmland)
Lilla Abborrtjärnen är en sjö i Säffle kommun i Värmland och ingår i Göta älvs huvudavrinningsområde.